# Continental AG
Continental AG, познат као Continental или колоквијално Conti, немачко је међународно предузеће за производњу аутомобилских делова специјализована за кочионе системе, унутрашњу електронику, безбедност аутомобила, компоненте за погон и шасије, тахографе, гуме и друге делове за аутомобилску и саобраћајну индустрију. Састоји се од шест дивизија: Chassis and Safety, Powertrain, Interior, Tires, ContiTech, ADAS (Advanced Driver Assistance Systems). Седиште се налази у Хановеру, у Доњој Саксонији. Continental је четврти по величини произвођач гума на свету.
Continental продаје гуме за аутомобиле, мотоцикле и бицикле широм света под сопственим брендом. Његови купци су сви главни произвођачи аутомобила, камиона и аутобуса, као нпр. Volkswagen, Mercedes-Benz, Ford, Volvo, , , Toyota, Honda, Renault, Stellantis и Porsche.